# Alloanomalotrema ghanensis
Alloanomalotrema ghanensis är en plattmaskart. Alloanomalotrema ghanensis ingår i släktet Alloanomalotrema och familjen Opecoelidae. Inga underarter finns listade i Catalogue of Life.